# Franz Ungler
Franz Ungler (* 1945 in Wels; † 2003 in Wien) war ein österreichischer Philosoph.

## Leben
Franz Ungler war Professor für Philosophie an der Universität Wien. 1972 promovierte er mit einer Arbeit zum Thema „Organismus und Selbstbewusstsein. Untersuchungen zur 'Naturbeobachtenden Vernunft' bei Hegel“; die Habilitation erfolgte 1983 mit einer Arbeit zum Thema „Individuelles und Individuationsprinzip in Hegels 'Wissenschaft der Logik'“. Im Zentrum seiner Forschung und Lehre stand der mündliche Vortrag, thematisch waren es die klassische antike Philosophie einerseits, die kantische Transzendentalphilosophie und ihre Weiterbildung in den Systemen des Deutschen Idealismus andererseits. Zu seinen Forschungsschwerpunkt zählten „Schwierige Denker“ wie - Fichte, Schelling oder Hegel.

## Publikationen (Auswahl)
- Sören Hoffmann, Max Gottschlich (Hrsg.) Franz Ungler: Individuelles und Individuationsprinzip in Hegels Wissenschaft der Logik. Verlag Karl Alber, 2018, ISBN 978-3-495-48888-1.
- Max Gottschlich (Hrsg.) Franz Ungler: Bruno Liebrucks‘ „Sprache und Bewusstsein“. Verlag Karl Alber, 2014, ISBN 978-3-495-48616-0.
- Michael Wladika, Michael Höfler (Hrsg.) Franz Ungler: Organismus und Selbstbewusstsein. Peter Lang Verlag, 2006, ISBN 3-631-54325-5.
- Michael Wladika, Michael Höfler (Hrsg.) Franz Ungler: Zur antiken und neuzeitlichen Dialektik. Peter Lang Verlag, 2005, ISBN 3-631-53807-3.
- Thomas Sören Hoffmann, Franz Ungler: Aufhebung der Transzendentalphilosophie? : systematische Beiträge zu Würdigung, Fortentwicklung und Kritik des transzendentalen Ansatzes zwischen Kant und Hegel, Königshausen & Neumann, Würzburg, 1994, ISBN 978-3-88479-869-0